# Tbilisi opera- och baletteater

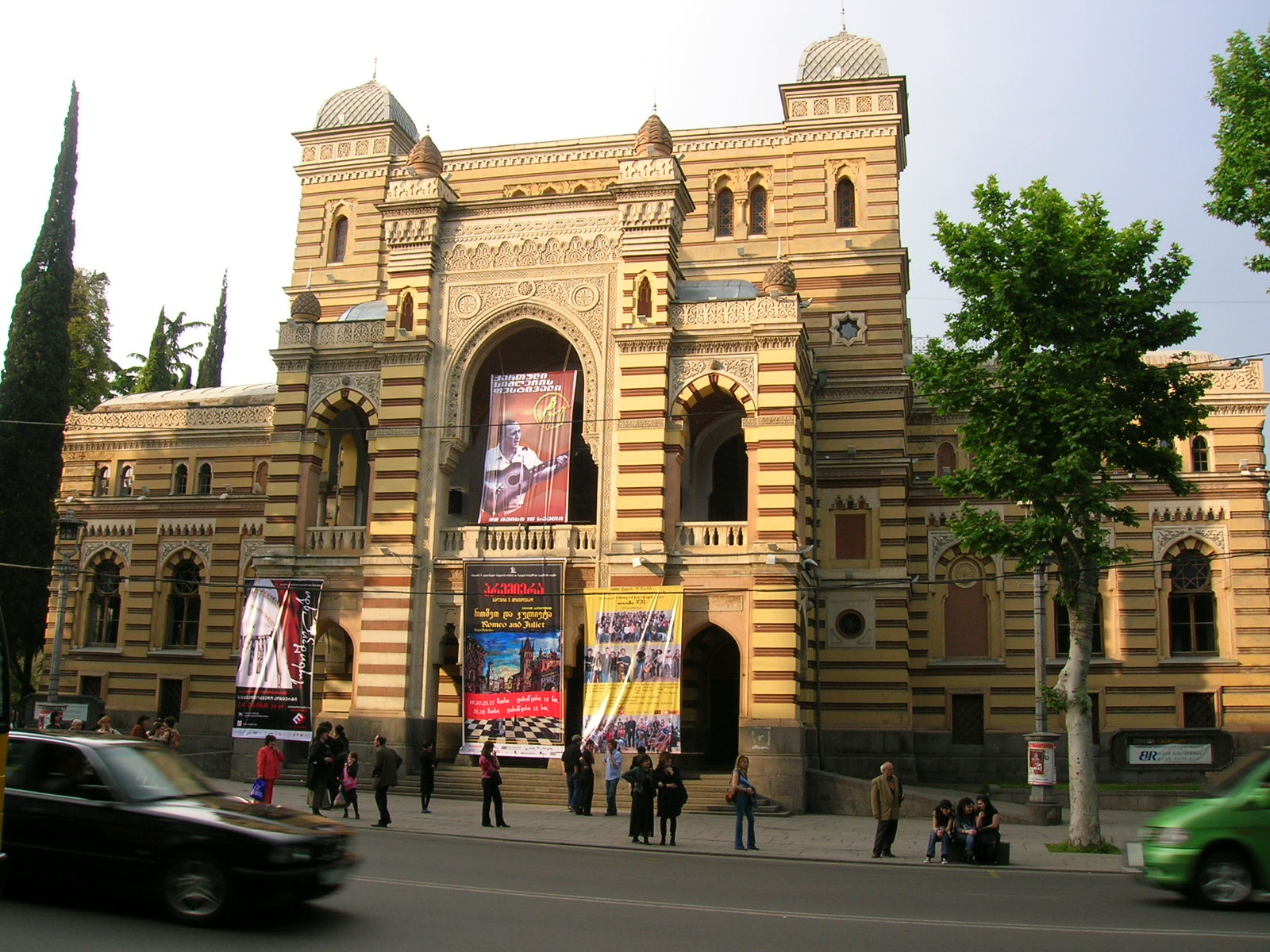
Tbilisi opera- och baletteater 12 maj 2006.

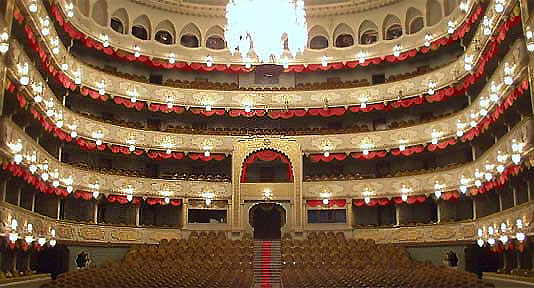
Tbilisi opera- og baletteater 30 mars 2008.

Tbilisi opera- och baletteater (georgiska: თბილისის ოპერისა და ბალეტის თეატრი) är den georgiska nationalscenen för opera och teater, belägen i Georgiens huvudstad Tbilisi. 
Den ligger längs avenyn Rustavelis Gamziri i stadens centrum. Huset stod färdigt 1851 och är landets äldsta operahus. Den har haft föreställningar av stjärnor som Montserrat Caballé och José Carreras.
Institutionen leds av David Sakvarelidze och balettens konstnärliga ledare är danserskan Nina Ananiashvili. 